# Conde de Aurora
Conde de Aurora é um título nobiliárquico criado por D. Luís I de Portugal, por Decreto de 1 de Setembro de 1887, em favor de João de Sá Coutinho da Costa de Sousa de Macedo Sotomaior Barreto, antes 1.º Visconde de Aurora.
Titulares
1. João de Sá Coutinho da Costa de Sousa de Macedo Sotomaior Barreto, 1.º Visconde e 1.º Conde de Aurora;
2. José de Sá Coutinho da Costa de Sousa de Macedo Sotomaior Barreto, 2.º Conde de Aurora.

Após a Implantação da República Portuguesa, e com o fim do sistema nobiliárquico, usaram o título: 
1. José António Francisco Maria Xavier de Sá Pereira Coutinho, 3.º Conde de Aurora;
2. João de Sá Coutinho Rebelo Sotomaior, 4.º Conde de Aurora;
3. José de Sousa de Macedo de Sá Coutinho, 5.º Conde de Aurora.[2]